# Strukovci
Strukovci (Hongaars: Sűrűház, Prekmurees: Strükovci, Duits: Strukowitz) is een plaats in Slovenië en maakt deel uit van de gemeente Puconci in de NUTS-3-regio Pomurska. De plaats telde 160 inwoners op 1 januari 2020.